# Borgo Santa Rita
Borgo Santa Rita est une frazione de la commune de Cinigiano, province de Grosseto, en Toscane, Italie. Au moment du recensement de 2011 sa population était de 58 habitants.
Le hameau est situé dans la vallée de le fleuve Ombrone, à 35 km de la ville de Grosseto.
Pendant le Moyen Âge, ce territoire était la propriété des comtes de Poggio alle Mura (Montalcino), mais le village moderne est né au début des années 1960 avec la réforme agraire de la Maremme, Le village nouveau a été conçu par l'architecte Carlo Boccianti, également auteur de l'église paroissiale dédiée à Santa Petronilla en 1964,.